# Hylaeamys tatei
Hylaeamys tatei és una espècie de mamífer rosegador de la família dels cricètids. És endèmic de l'Equador. Es tracta d'un animal nocturn. El seu hàbitat natural són els boscos tropicals premontans amb una alta taxa d'humiditat. Es desconeix si hi ha cap amenaça significativa per a la supervivència d'aquesta espècie.
L'espècie fou anomenada en honor del zoòleg estatunidenc George Henry Hamilton Tate.